# Orophea wenzelii
Orophea wenzelii är en kirimojaväxtart som beskrevs av Elmer Drew Merrill. Orophea wenzelii ingår i släktet Orophea och familjen kirimojaväxter. Inga underarter finns listade i Catalogue of Life.